# Hockey World League 2014-15 (mannen), halve finale
De halve finale van de Hockey World League 2014-15 (mannen) werd gehouden in juni en juli 2015. De twintig deelnemende landen streden in twee toernooien om zeven plaatsen in de finale van de Hockey World League en om zes of zeven plaatsen op de Olympische Spelen van 2016. Als gastland was India reeds geplaatst voor de finale van de Hockey World League.

## Kwalificatie
De elf landen die op de wereldranglijst van 1 april 2013 op de posities 1 tot en met 11 stonden, waren direct voor de halve finale gekwalificeerd. De twee gastlanden Argentinië en België waren ook direct geplaatst. De overige negen landen kwalificeerden zich via de tweede ronde. In de tabel staat tussen haakjes de positie op de wereldranglijst direct voorafgaand aan het toernooi.
| Data                  | Evenement                                 | Locatie                                   | Quota | Gekwalificeerd |
| --------------------- | ----------------------------------------- | ----------------------------------------- | ----- | --- |
|                       | Nummer 1 t/m 11 op de FIH-wereldranglijst | Nummer 1 t/m 11 op de FIH-wereldranglijst | 11    | Argentinië (6) Australië (1) België (5) Duitsland (3) Groot-Brittannië (4) India (9) Nederland (2) Nieuw-Zeeland (7) Pakistan (10) Spanje (11) Zuid-Korea (8) |
| 17–25 januari 2015    | Hockey World League, ronde 2              | Singapore, Singapore                      | 3     | Japan (16) Maleisië (12) Polen (17) |
| 28 feb - 8 maart 2015 | Hockey World League, ronde 2              | Verenigde Staten, San Diego               | 3     | Canada (14) Ierland (15) Oostenrijk (22) |
| 7–15 maart 2015       | Hockey World League, ronde 2              | Zuid-Afrika, Kaapstad                     | 3     | China (28) Egypte (20) Frankrijk (18) |
| Totaal                | Totaal                                    | Totaal                                    | 20    | |

## Indeling
De twintig geplaatste landen worden verdeeld in twee groepen, op basis van hun sterkte volgens de wereldranglijst van juli 2014. In Brasschaat strijden de landen 1, 4, 5, 8, 9, 12, 13, 16, 17 en 20. In Buenos Aires de landen 2, 3, 6, 7, 10, 11, 14, 15, 18 en 19. Land 1 is het land met de hoogste notering op de wereldranglijst, land 2 is het land met de op een na hoogste notering op de wereldranglijst, enz. Indien beide gastlanden Argentinië en België in dezelfde groep zouden komen, verwisselde het laagst geklasseerde gastland met het tegenoverliggende land van groep; land 19 zou met land 20 verwisselen, land 18 met land 17, enz.

## Buenos Aires
In het Argentijnse Buenos Aires werd gespeeld van 3 tot en met 14 juni 2015.

### Eerste ronde
Groep A
| Team          | GS | W | WS | VS | G | V | DV | DT | DS  | Ptn |
| ------------- | -- | - | -- | -- | - | - | -- | -- | --- | --- |
| Nederland     | 4  | 3 | 0  | 0  | 1 | 0 | 14 | 4  | +10 | 10  |
| Nieuw-Zeeland | 4  | 2 | 0  | 0  | 2 | 0 | 10 | 6  | +4  | 8   |
| Zuid-Korea    | 4  | 2 | 0  | 0  | 1 | 1 | 16 | 14 | +2  | 7   |
| Japan         | 4  | 1 | 0  | 0  | 0 | 3 | 6  | 9  | −3  | 3   |
| Egypte        | 4  | 0 | 0  | 0  | 0 | 4 | 4  | 17 | −13 | 0   |

| 3 juni 2015 14:00                         |               |             |                                             |
| Nieuw-Zeeland                             | 4 - 1 (1 - 0) | Egypte      | Scheidsrechters: Hong Zhen Lim Murray Grime |
| Russell 27' Child 41' Inglis 42' Haig 60' |               | 57' Mamdouh | Scheidsrechters: Hong Zhen Lim Murray Grime |

| 3 juni 2015 16:00              |               |                           |                                         |
| Zuid-Korea                     | 4 - 2 (0 - 0) | Japan                     | Scheidsrechters: Deon Nel Haider Rasool |
| Lee 47', 50' Jang 48' Hyun 53' |               | 37' Kitazato 40' Sakamoto | Scheidsrechters: Deon Nel Haider Rasool |

| 4 juni 2015 14:00   |               |              |                                           |
| Nieuw-Zeeland       | 2 - 1 (2 - 0) | Japan        | Scheidsrechters: Jakub Mejzlik Bruce Bale |
| Edward 4' Child 15' |               | 59' Kitazato | Scheidsrechters: Jakub Mejzlik Bruce Bale |

| 4 juni 2015 16:00                                 |               |        |                                               |
| Nederland                                         | 4 - 0 (1 - 0) | Egypte | Scheidsrechters: Hong Zhen Lim Gabriel Labate |
| De Voogd 26', 58' Van Ass 33' Van der Weerden 51' |               |        | Scheidsrechters: Hong Zhen Lim Gabriel Labate |

| 6 juni 2015 12:00 |               |                                                                                      |                                                  |
| Zuid-Korea        | 2 - 6 (2 - 2) | Nederland                                                                            | Scheidsrechters: Murray Grime Daniel Lopez Ramos |
| Lee 15' Nam 22'   |               | 15' Hofman 22' Van der Weerden 31' Hertzberger 45' Bakker 60' De Voogd 60' Kemperman | Scheidsrechters: Murray Grime Daniel Lopez Ramos |

| 6 juni 2015 14:00       |               |        |                                                  |
| Japan                   | 2 - 0 (0 - 0) | Egypte | Scheidsrechters: Haider Rasool Maximiliano Scala |
| Mitani 41' Kayukawa 47' |               |        | Scheidsrechters: Haider Rasool Maximiliano Scala |

| 7 juni 2015 12:00            |               |                                                          |                                               |
| Egypte                       | 3 - 7 (2 - 2) | Zuid-Korea                                               | Scheidsrechters: Gabriel Labate Haider Rasool |
| Elhady 8' Essam 26' Atef 34' |               | 8', 44' Nam 13' Jang 46' Lee 50' J. Lee 57' Kang 58' You | Scheidsrechters: Gabriel Labate Haider Rasool |

| 7 juni 2015 14:00 |               |                 |                                             |
| Nieuw-Zeeland     | 1 - 1 (0 - 1) | Nederland       | Scheidsrechters: Murray Grime Jakub Mejzlik |
| Haig 60'          |               | 21' Hertzberger | Scheidsrechters: Murray Grime Jakub Mejzlik |

| 9 juni 2015 16:00                  |               |              |                                                  |
| Nederland                          | 3 - 1 (1 - 1) | Japan        | Scheidsrechters: Maximiliano Scala Hong Zhen Lim |
| Bakker 1', 42' Van der Weerden 49' |               | 6' Tachibana | Scheidsrechters: Maximiliano Scala Hong Zhen Lim |

| 9 juni 2015 18:00     |               |                                  |                                           |
| Zuid-Korea            | 3 - 3 (2 - 1) | Nieuw-Zeeland                    | Scheidsrechters: Jakub Mejzlik Bruce Bale |
| Oh 4' Kim 12' Nam 58' |               | 17' Inglis 34' Burrows 45' Child | Scheidsrechters: Jakub Mejzlik Bruce Bale |

Groep B
| Team       | GS | W | WS | VS | G | V | DV | DT | DS  | Ptn |
| ---------- | -- | - | -- | -- | - | - | -- | -- | --- | --- |
| Argentinië | 4  | 4 | 0  | 0  | 0 | 0 | 10 | 4  | +6  | 12  |
| Duitsland  | 4  | 3 | 0  | 0  | 0 | 1 | 21 | 4  | +17 | 9   |
| Canada     | 4  | 2 | 0  | 0  | 0 | 2 | 7  | 13 | −6  | 6   |
| Spanje     | 4  | 1 | 0  | 0  | 0 | 3 | 7  | 9  | −2  | 3   |
| Oostenrijk | 4  | 0 | 0  | 0  | 0 | 4 | 1  | 15 | −14 | 0   |

| 3 juni 2015 18:00       |               |                                          |                                             |
| Spanje                  | 2 - 3 (0 - 1) | Canada                                   | Scheidsrechters: Simon Taylor Jakub Mejzlik |
| Quemada 43' Beltran 52' |               | 6' Johnston 39' Kirkpatrick 44' Teixiera | Scheidsrechters: Simon Taylor Jakub Mejzlik |

| 3 juni 2015 20:00                  |               |            |                                                  |
| Argentinië                         | 3 - 0 (1 - 0) | Oostenrijk | Scheidsrechters: Daniel Lopez Ramos Hong Lae Kim |
| Ortiz 22' Vila 45' Della Torre 59' |               |            | Scheidsrechters: Daniel Lopez Ramos Hong Lae Kim |

| 4 juni 2015 18:00                     |               |            |                                                 |
| Canada                                | 3 - 0 (1 - 0) | Oostenrijk | Scheidsrechters: Maximiliano Scala Murray Grime |
| Pearson 29' Teixiera 44' Sarmento 60' |               |            | Scheidsrechters: Maximiliano Scala Murray Grime |

| 4 juni 2015 20:00 |               |                                            |                                        |
| Spanje            | 1 - 4 (0 - 1) | Duitsland                                  | Scheidsrechters: Simon Taylor Deon Nel |
| Iglesias 56'      |               | 13' Fürste 36' Butt 38' Grambusch 44' Rühr | Scheidsrechters: Simon Taylor Deon Nel |

| 6 juni 2015 16:00                                       |               |            |                                        |
| Duitsland                                               | 5 - 0 (1 - 0) | Oostenrijk | Scheidsrechters: Hong Lae Kim Deon Nel |
| Wellen 11' Deecke 40' Zeller 50' Rühr 55' Grambusch 59' |               |            | Scheidsrechters: Hong Lae Kim Deon Nel |

| 6 juni 2015 18:00       |               |             |                                             |
| Argentinië              | 2 - 1 (1 - 1) | Canada      | Scheidsrechters: Simon Taylor Jakub Mejzlik |
| Gilardi 20' Peillat 45' |               | 29' Panesar | Scheidsrechters: Simon Taylor Jakub Mejzlik |

| 7 juni 2015 16:00 |               |                                      |                                         |
| Oostenrijk        | 1 - 4 (1 - 3) | Spanje                               | Scheidsrechters: Deon Nel Hong Zhen Lim |
| Uher 26'          |               | 6', 43' Quemada 17' Mir 29' Lleonart | Scheidsrechters: Deon Nel Hong Zhen Lim |

| 7 juni 2015 18:00                      |               |                                |                                            |
| Argentinië                             | 4 - 3 (2 - 2) | Duitsland                      | Scheidsrechters: Simon Taylor Hong Lae Kim |
| Ibarra 8' Gilardi 13' Peillat 53', 58' |               | 21' Fuchs 24' Zeller 24' Hauke | Scheidsrechters: Simon Taylor Hong Lae Kim |

| 9 juni 2015 14:00                                               |               |        |                                        |
| Duitsland                                                       | 9 - 0 (2 - 0) | Canada | Scheidsrechters: Deon Nel Murray Grime |
| Fuchs 4' Rühr 6', 45' Wellen 7' Fürste 36' Hauke 38' Zeller 49' |               |        | Scheidsrechters: Deon Nel Murray Grime |

| 9 juni 2015 20:00 |               |              |                                             |
| Spanje            | 0 - 1 (0 - 0) | Argentinië   | Scheidsrechters: Simon Taylor Haider Rasool |
|                   |               | 57' Callioni | Scheidsrechters: Simon Taylor Haider Rasool |

### Kwartfinales
| 11 juni 2015 12:30    |               |            |                                             |
| Duitsland             | 2 - 0 (0 - 0) | Zuid-Korea | Scheidsrechters: Murray Grime Jakub Mejzlik |
| Wellen 38' Fürste 45' |               |            | Scheidsrechters: Murray Grime Jakub Mejzlik |

| 11 juni 2015 15:00                       |               |             |                                              |
| Nederland                                | 3 - 1 (2 - 0) | Spanje      | Scheidsrechters: Simon Taylor Gabriel Labate |
| Van Ass 7' Van der Weerden 28' Verga 58' |               | 46' Quemada | Scheidsrechters: Simon Taylor Gabriel Labate |

| 11 juni 2015 17:30 |               |        |                                             |
| Nieuw-Zeeland      | 0 - 0 (0 - 0) | Canada | Scheidsrechters: Hong Lae Kim Hong Zhen Lim |
|                    |               |        | Scheidsrechters: Hong Lae Kim Hong Zhen Lim |
| Shoot-out          |               |        | Scheidsrechters: Hong Lae Kim Hong Zhen Lim |
|                    | 7 – 8         |        | Scheidsrechters: Hong Lae Kim Hong Zhen Lim |

| 11 juni 2015 20:00     |               |               |                                      |
| Argentinië             | 2 - 1 (1 - 0) | Japan         | Scheidsrechters: Deon Nel Bruce Bale |
| Paredes 7' Peillat 52' |               | 53' Tachibana | Scheidsrechters: Deon Nel Bruce Bale |

### Kruisingswedstrijden
Om plaatsen 5-8
| 13 juni 2015 10:30 |               |                  |                                                 |
| Zuid-Korea         | 2 - 2 (1 - 0) | Spanje           | Scheidsrechters: Murray Grime Maximiliano Scala |
| Oh 21' Lee 51'     |               | 48', 60' Quemada | Scheidsrechters: Murray Grime Maximiliano Scala |
| Shoot-out          |               |                  | Scheidsrechters: Murray Grime Maximiliano Scala |
|                    | 4 – 2         |                  | Scheidsrechters: Murray Grime Maximiliano Scala |

| 13 juni 2015 13:00                               |               |            |                                              |
| Nieuw-Zeeland                                    | 4 - 1 (1 - 0) | Japan      | Scheidsrechters: Jakub Mejzlik Haider Rasool |
| Jenness 16' McAleese 46' Hayward 49' Edwards 60' |               | 58' Mitani | Scheidsrechters: Jakub Mejzlik Haider Rasool |

Halve finales
| 13 juni 2015 15:30 |               |                              |                                            |
| Canada             | 0 - 3 (0 - 2) | Argentinië                   | Scheidsrechters: Hong Lae Kim Simon Taylor |
|                    |               | 14' Peillat 23', 42' Gilardi | Scheidsrechters: Hong Lae Kim Simon Taylor |

| 13 juni 2015 18:00   |               |                 |                                         |
| Duitsland            | 2 - 1 (0 - 0) | Nederland       | Scheidsrechters: Deon Nel Hong Zhen Lim |
| Fuchs 45' Deecke 52' |               | 44' Hertzberger | Scheidsrechters: Deon Nel Hong Zhen Lim |

### Plaatsingswedstrijden
Om de 9e/10e plaats
| 11 juni 2015 10:00 |               |                    |                                                       |
| Egypte             | 2 - 2 (1 - 2) | Oostenrijk         | Scheidsrechters: Daniel Lopez Ramos Maximiliano Scala |
| Atef 2', 57'       |               | 6' Körper 30' Bele | Scheidsrechters: Daniel Lopez Ramos Maximiliano Scala |
| Shoot-out          |               |                    | Scheidsrechters: Daniel Lopez Ramos Maximiliano Scala |
|                    | 4 – 3         |                    | Scheidsrechters: Daniel Lopez Ramos Maximiliano Scala |

Om de 7e/8e plaats
| 14 juni 2015 10:30 |               |       |                                                    |
| Zuid-Korea         | 1 - 0 (1 - 0) | Japan | Scheidsrechters: Daniel Lopez Ramos Gabriel Labate |
| You 20'            |               |       | Scheidsrechters: Daniel Lopez Ramos Gabriel Labate |

Om de 5e/6e plaats
| 14 juni 2015 13:00              |               |               |                                             |
| Spanje                          | 3 - 1 (2 - 1) | Nieuw-Zeeland | Scheidsrechters: Murray Grime Jakub Mejzlik |
| Beltran 26' Dabanch 31' Mir 56' |               | 13' Child     | Scheidsrechters: Murray Grime Jakub Mejzlik |

Om de 3e/4e plaats
| 14 juni 2015 15:30 |               |                                                                               |                                             |
| Canada             | 0 - 6 (0 - 3) | Nederland                                                                     | Scheidsrechters: Simon Taylor Haider Rasool |
|                    |               | 2', 53' Jonker 17' Bakker 26' Van der Weerden 34' Kemperman 40' Van der Horst | Scheidsrechters: Simon Taylor Haider Rasool |

Finale
| 14 juni 2015 18:00 |               |                               |                                        |
| Argentinië         | 1 - 4 (0 - 0) | Duitsland                     | Scheidsrechters: Deon Nel Hong Lae Kim |
| Gilardi 39'        |               | 34' Wellen 44' Rühr 60' Fuchs | Scheidsrechters: Deon Nel Hong Lae Kim |

## Brasschaat
In het Belgische Brasschaat werd gespeeld van 20 juni tot en met 5 juli 2015.

### Eerste ronde
Groep A
| Team      | GS | W | WS | VS | G | V | DV | DT | DS  | Ptn |
| --------- | -- | - | -- | -- | - | - | -- | -- | --- | --- |
| Australië | 4  | 4 | 0  | 0  | 0 | 0 | 26 | 3  | +23 | 12  |
| India     | 4  | 2 | 0  | 0  | 1 | 1 | 12 | 12 | 0   | 7   |
| Pakistan  | 4  | 1 | 0  | 0  | 2 | 1 | 9  | 13 | −4  | 5   |
| Frankrijk | 4  | 1 | 0  | 0  | 1 | 2 | 8  | 15 | −7  | 4   |
| Polen     | 4  | 0 | 0  | 0  | 0 | 4 | 2  | 11 | −9  | 0   |

| 20 juni 2015 18:00                      |               |                              |                                                |
| India                                   | 3 - 2 (2 - 1) | Frankrijk                    | Scheidsrechters: John Wright Gareth Greenfield |
| M. Singh 7' D. Walmiki 22' R. Singh 59' |               | 9' Sanchez 43' Martin-Brisac | Scheidsrechters: John Wright Gareth Greenfield |

| 20 juni 2015 20:00 |               |                |                                                 |
| Pakistan           | 2 - 1 (1 - 0) | Polen          | Scheidsrechters: Nathan Stagno Eric Koh Kim Lai |
| Irfan 4' Waqas 54' |               | 51' Bratkowski | Scheidsrechters: Nathan Stagno Eric Koh Kim Lai |

| 21 juni 2015 18:00                                                                                          |                |           |                                                    |
| Australië                                                                                                   | 10 - 0 (6 - 0) | Frankrijk | Scheidsrechters: Roel van Eert Geoffroy Van Elegem |
| K. Govers 3', 20' Ciriello 10' Dwyer 12' Gohdes 13' Orchard 19' Whetton 34' B. Govers 45', 54' Ockenden 53' |                |           | Scheidsrechters: Roel van Eert Geoffroy Van Elegem |

| 23 juni 2015 16:00                         |               |       |                                                  |
| India                                      | 3 - 0 (1 - 0) | Polen | Scheidsrechters: Tim Pullman Geoffroy Van Elegem |
| Y. Walmiki 23' S. Singh 42' D. Walmiki 52' |               |       | Scheidsrechters: Tim Pullman Geoffroy Van Elegem |

| 24 juni 2015 14:00 |               |                                              |                                                  |
| Polen              | 1 - 4 (0 - 1) | Frankrijk                                    | Scheidsrechters: Eduardo Lizana Eric Koh Kim Lai |
| Wejerowski 45'     |               | 25' H. Genestet 43', 58' Charlet 56' Kieffer | Scheidsrechters: Eduardo Lizana Eric Koh Kim Lai |

| 24 juni 2015 20:00 |               |                                                             |                                             |
| Pakistan           | 1 - 6 (1 - 1) | Australië                                                   | Scheidsrechters: Nathan Stagno Raghu Prasad |
| Irfan 13'          |               | 9' Whetton 32' Beale 42' Swann 49' Dwyer 54', 58' B. Govers | Scheidsrechters: Nathan Stagno Raghu Prasad |

| 26 juni 2015 16:00 |               |                   |                                          |
| Pakistan           | 2 - 2 (1 - 1) | India             | Scheidsrechters: Tim Pullman John Wright |
| Imran 23', 37'     |               | 13', 39' R. Singh | Scheidsrechters: Tim Pullman John Wright |

| 26 juni 2015 20:00                                  |               |       |                                                     |
| Australië                                           | 4 - 0 (1 - 0) | Polen | Scheidsrechters: Gareth Greenfield Eric Koh Kim Lai |
| K. Govers 10' Whetton 32' B. Govers 52' Orchard 57' |               |       | Scheidsrechters: Gareth Greenfield Eric Koh Kim Lai |

| 28 juni 2015 12:00   |               |                              |                                             |
| Pakistan             | 2 - 2 (0 - 1) | Frankrijk                    | Scheidsrechters: Roel van Eert Diego Barbas |
| Waqas 36' Dilber 45' |               | 21' Martin-Brisac 38' Masson | Scheidsrechters: Roel van Eert Diego Barbas |

| 28 juni 2015 16:00     |               |                                                            |                                               |
| India                  | 2 - 6 (0 - 3) | Australië                                                  | Scheidsrechters: Nathan Stagno Eduardo Lizana |
| Lakra 34' R. Singh 51' |               | 8' Zalewski 14' Dwyer 26', 33', 41' Ciriello 42' K. Govers | Scheidsrechters: Nathan Stagno Eduardo Lizana |

Groep B
| Team             | GS | W | WS | VS | G | V | DV | DT | DS  | Ptn |
| ---------------- | -- | - | -- | -- | - | - | -- | -- | --- | --- |
| België           | 4  | 3 | 0  | 0  | 1 | 0 | 12 | 3  | +9  | 10  |
| Groot-Brittannië | 4  | 2 | 0  | 0  | 2 | 0 | 15 | 7  | +8  | 8   |
| Maleisië         | 4  | 2 | 0  | 0  | 0 | 2 | 8  | 9  | −1  | 6   |
| Ierland          | 4  | 1 | 0  | 0  | 1 | 2 | 11 | 8  | +3  | 4   |
| China            | 4  | 0 | 0  | 0  | 0 | 4 | 3  | 23 | −20 | 0   |

| 21 juni 2015 12:00 |               |                                 |                                            |
| China              | 2 - 3 (0 - 2) | Maleisië                        | Scheidsrechters: Raghu Prasad Diego Barbas |
| Guo 38' Zhang 54'  |               | 18' Saari 30' Shamsul 53' Rahim | Scheidsrechters: Raghu Prasad Diego Barbas |

| 21 juni 2015 16:00        |               |                        |                                             |
| Groot-Brittannië          | 2 - 2 (1 - 1) | België                 | Scheidsrechters: Tim Pullman Eduardo Lizana |
| Middleton 23' Brogdon 32' |               | 19' Dohmen 48' Dockier | Scheidsrechters: Tim Pullman Eduardo Lizana |

| 23 juni 2015 12:00        |               |                      |                                            |
| Groot-Brittannië          | 2 - 2 (2 - 1) | Ierland              | Scheidsrechters: John Wright Roel van Eert |
| Middleton 5' Griffiths 8' |               | 19' Good 36' Jackson | Scheidsrechters: John Wright Roel van Eert |

| 23 juni 2015 18:00                                       |               |       |                                                 |
| België                                                   | 6 - 0 (3 - 0) | China | Scheidsrechters: Gareth Greenfield Diego Barbas |
| Thiery 5' Keusters 20', 29', 50' Gougnard 49' Briels 54' |               |       | Scheidsrechters: Gareth Greenfield Diego Barbas |

| 25 juni 2015 14:00                            |               |                           |                                                   |
| Maleisië                                      | 4 - 2 (2 - 2) | Ierland                   | Scheidsrechters: Gareth Greenfield Eduardo Lizana |
| Ahmad Tajuddin 13', 55' Rahim 16' Mutalib 39' |               | 14' Caruth 19' O'Donoghue | Scheidsrechters: Gareth Greenfield Eduardo Lizana |

| 25 juni 2015 16:00                                                      |               |        |                                             |
| Groot-Brittannië                                                        | 8 - 1 (3 - 1) | China  | Scheidsrechters: Roel van Eert Diego Barbas |
| Catlin 4', 55' Ward 18', 43' Gleghorne 23', 36' Jackson 38' Brogdon 42' |               | 26' Li | Scheidsrechters: Roel van Eert Diego Barbas |

| 26 juni 2015 14:00                                     |               |       |                                                   |
| Ierland                                                | 6 - 0 (3 - 0) | China | Scheidsrechters: Geoffroy Van Elegem Raghu Prasad |
| Sothern 19', 19', 33' Caruth 22' Gormley 32' Dowds 38' |               |       | Scheidsrechters: Geoffroy Van Elegem Raghu Prasad |

| 26 juni 2015 18:00 |               |                         |                                              |
| Maleisië           | 0 - 2 (0 - 0) | België                  | Scheidsrechters: Nathan Stagno Roel van Eert |
|                    |               | 38' Thiery 39' Gougnard | Scheidsrechters: Nathan Stagno Roel van Eert |

| 28 juni 2015 14:00 |               |                                 |                                           |
| Maleisië           | 1 - 3 (1 - 0) | Groot-Brittannië                | Scheidsrechters: Raghu Prasad Tim Pullman |
| Shamsul 14'        |               | 31' Condon 49' Jackson 50' Ward | Scheidsrechters: Raghu Prasad Tim Pullman |

| 28 juni 2015 18:00      |               |                |                                                |
| België                  | 2 - 1 (1 - 1) | Ierland        | Scheidsrechters: John Wright Gareth Greenfield |
| Luypaert 19' Dohmen 60' |               | 23' O'Donoghue | Scheidsrechters: John Wright Gareth Greenfield |

### Kwartfinales
| 1 juli 2015 13:00                              |               |                |                                                |
| Australië                                      | 4 - 1 (1 - 0) | Ierland        | Scheidsrechters: Raghu Prasad Eric Koh Kim Lai |
| Gohdes 22' Dwyer 45' Orchard 55' B. Govers 55' |               | 57' O'Donoghue | Scheidsrechters: Raghu Prasad Eric Koh Kim Lai |

| 1 juli 2015 15:30       |               |            |                                            |
| Groot-Brittannië        | 2 - 1 (2 - 0) | Pakistan   | Scheidsrechters: Tim Pullman Roel van Eert |
| Griffiths 4' Brogdon 9' |               | 48' Bhutta | Scheidsrechters: Tim Pullman Roel van Eert |

| 1 juli 2015 18:00          |               |                      |                                           |
| India                      | 3 - 2 (1 - 2) | Maleisië             | Scheidsrechters: John Wright Diego Barbas |
| S. Singh 3' Kular 49', 56' |               | 15' Rahim 23' Saabah | Scheidsrechters: John Wright Diego Barbas |

| 1 juli 2015 20:30                                           |               |                                             |                                               |
| België                                                      | 5 - 4 (2 - 2) | Frankrijk                                   | Scheidsrechters: Nathan Stagno Eduardo Lizana |
| Van Aubel 1' Dockier 15' Stockbroex 33' Dohmen 42' Boon 46' |               | 26', 54' M. Genestet 30' Kieffer 45' Coisne | Scheidsrechters: Nathan Stagno Eduardo Lizana |

### Kruisingswedstrijden
Om plaatsen 5-8
| 3 juli 2015 13:00 |               |          |                                             |
| Ierland           | 1 - 0 (0 - 0) | Pakistan | Scheidsrechters: Nathan Stagno Raghu Prasad |
| Sothern 46'       |               |          | Scheidsrechters: Nathan Stagno Raghu Prasad |

| 3 juli 2015 15:30                          |               |             |                                            |
| Maleisië                                   | 4 - 1 (1 - 1) | Frankrijk   | Scheidsrechters: Roel van Eert Tim Pullman |
| Shamshul 19' Hasan 37' Saari 47' Rahim 57' |               | 18' Kieffer | Scheidsrechters: Roel van Eert Tim Pullman |

Halve finales
| 3 juli 2015 21:00                   |               |                  |                                                 |
| Australië                           | 3 - 1 (1 - 0) | Groot-Brittannië | Scheidsrechters: Diego Barbas Gareth Greenfield |
| B. Govers 28' Beale 38' Whetton 51' |               | 36' Catlin       | Scheidsrechters: Diego Barbas Gareth Greenfield |

| 3 juli 2015 18:30 |               |                                  |                                               |
| India             | 0 - 4 (0 - 2) | België                           | Scheidsrechters: John Wright Eric Koh Kim Lai |
|                   |               | 2', 41', 53' Van Aubel 8' Cosyns | Scheidsrechters: John Wright Eric Koh Kim Lai |

### Plaatsingswedstrijden
Om de 9e/10e plaats
| 1 juli 2015 10:30                                  |               |                |                                                        |
| Polen                                              | 4 - 2 (2 - 2) | China          | Scheidsrechters: Geoffroy Van Elegem Gareth Greenfield |
| Żywiczka 5' Hulbój 30' Majchrzak 33' Wachowiak 44' |               | 20' Guo 25' Du | Scheidsrechters: Geoffroy Van Elegem Gareth Greenfield |

Om de 7e/8e plaats
| 5 juli 2015 10:30 |               |                                   |                                                     |
| Pakistan          | 1 - 2 (0 - 2) | Frankrijk                         | Scheidsrechters: Geoffroy Van Elegem Eduardo Lizana |
| Toseeq 48'        |               | 13' Martin-Brisac 30' H. Genestet | Scheidsrechters: Geoffroy Van Elegem Eduardo Lizana |

Om de 5e/6e plaats
| 5 juli 2015 13:00                         |               |          |                                            |
| Ierland                                   | 4 - 1 (2 - 0) | Maleisië | Scheidsrechters: Nathan Stagno John Wright |
| Good 5' Caruth 8' Sothern 40' Darling 60' |               | 55' Jali | Scheidsrechters: Nathan Stagno John Wright |

Om de 3e/4e plaats
| 5 juli 2015 15:30                               |               |              |                                               |
| Groot-Brittannië                                | 5 - 1 (1 - 0) | India        | Scheidsrechters: Tim Pullman Eric Koh Kim Lai |
| Brogdon 11' Jackson 37' Dixon 42' Middleton 44' |               | 60' R. Singh | Scheidsrechters: Tim Pullman Eric Koh Kim Lai |

Finale
| 5 juli 2015 18:00 |               |        |                                             |
| Australië         | 1 - 0 (0 - 0) | België | Scheidsrechters: Roel van Eert Raghu Prasad |
| Ciriello 60'      |               |        | Scheidsrechters: Roel van Eert Raghu Prasad |

## Plaatsing voor de finale en de Olympische Spelen
Voor de finale van de World League is gastland India automatisch geplaatst. India haalde de halve finale waardoor alle andere halvefinalisten van beide toernooien naar de finale gaan. Als dit niet zou zijn gebeurd, dan viel het land af dat van de twee landen die als vierde eindigen, het laagst op de actuele wereldranglijst tijdens het toernooi stond.
Voor de Olympische Spelen plaatsen zich de vijf continentale kampioenen en gastland Brazilië omdat het aan een minimaal niveau voldeed. Het lukte Brazilië niet om bij de eerste 40 op de wereldranglijst eind 2014 te staan maar ze haalden de top zes op de Pan-Amerikaanse Spelen 2015. Daardoor resteren er nog zes olympische tickets die allen vergeven worden tijdens deze halve finale.
De tickets gaan naar de zes landen die in deze halve finale het hoogst zijn geëindigd en in 2015 (in Azië in 2014) geen continentaal kampioen zijn geworden. Dat betekent dat sowieso de beste drie landen uit elk toernooi zeker zijn van de Olympische Spelen. Landen die daar net achter eindigen kunnen ook naar de Spelen als er voldoende tickets vrij komen. Als bijvoorbeeld Nederland in Buenos Aires bij de eerste drie eindigt, maar later ook Europees kampioen wordt, dan komt er een ticket vrij voor het land dat vierde is geworden. Indien twee landen in aanmerking komen die vierde zijn geworden, gaat het ticket naar het land dat het hoogst staat op de wereldranglijst tijdens het toernooi. Als alle landen die vierde zijn geëindigd een ticket hebben, gaat het eerstvolgende ticket dat vrijkomt, dan naar het beste land dat vijfde is geworden, et cetera.
In de onderstaande tabel wordt van beide halve finaletoernooien de eindstand gegeven en welke landen zich op basis waarvan plaatsen voor de Olympische Spelen.
| Rang   | Buenos Aires  | Brasschaat         |
| ------ | ------------- | ------------------ |
| Goud   | Duitsland *   | Australië*         |
| Zilver | Argentinië *  | België *           |
| Brons  | Nederland *   | Groot-Brittannië * |
| 4      | Canada *      | India *            |
| 5      | Spanje        | Ierland            |
| 6      | Nieuw-Zeeland | Maleisië           |
| 7      | Zuid-Korea    | Frankrijk          |
| 8      | Japan         | Pakistan           |
| 9      | Egypte        | Polen              |
| 10     | Oostenrijk    | China              |

* Gekwalificeerd voor de finale van de World Hockey League
Gekwalificeerd voor de Olympische Spelen:
    als continentaal kampioen
    via de Hockey World League
    via de Hockey World League omdat Zuid-Afrika als continentaal kampioen geen gebruik maakte van het olympisch ticket